# C'est la vie (album Khaled)
C'est la vie è il dodicesimo album in studio del cantante algerino Khaled, pubblicato nel 2012. Segna la sua prima collaborazione con il produttore RedOne. Esso è stato pubblicato dall'etichetta discografica AZ e ha raggiunto il posto numero 18 sulla Syndicat national de l'édition phonographique, la classifica ufficiale francese degli album.
Le canzoni sono principalmente in francese, alcune in arabo e inglese. Il singolo omonimo è stato un successo nella French Singles Chart finendo nelle prime 4 posizioni della classifica francese. Nell'album ci sono collaborazioni con Pitbull, Mazagan e Marwan.

## Tracce
1. C'est la vie – 3:50
2. Hiya hiya (feat. Pitbull) – 3:25
3. Encore une fois – 3:27
4. Ana âacheck – 3:09
5. Dima Labess (feat. Mazagan) – 2:50
6. Elle est partie – 3:29
7. Laila (feat. Marwan) – 4:21
8. Andalucia – 3:13
9. El harraga – 3:23
10. Bab jenna – 4:13
11. Wili wili – 3:59
12. Samira – 4:09

## Classifiche
| Classifiche (2012)              | Posizioni |
| ------------------------------- | --------- |
| Belgian Albums Chart (Flanders) | 187       |
| Belgian Albums Chart (Wallonia) | 27        |
| French Albums Chart             | 18        |
| Swiss Albums Chart (Flanders)   | 96        |